# Erika Groth-Schmachtenberger
Erika Groth-Schmachtenberger (* 30. März 1906 in Freising als Erika Schmachtenberger; † 13. März 1992 in Würzburg) war eine deutsche Fotografin.

## Leben und Karriere
Durch die Tätigkeit des Vaters als Königlicher Reallehrer prägten häufige Umzüge  die Kindheit Groth-Schmachtenbergers. Sie wuchs in Würzburg, Amberg und Kempten auf, die Schule schloss sie mit der mittleren Reife in Kempten ab. Es folgte bis 1924 eine Banklehre, bevor sich Groth-Schmachtenberger der Fotografie zuwendete. Sie absolvierte zunächst verschiedene Fotografie-Volontariate (1928 Oberstaufen, 1929 Würzburg) und anschließend eine Ausbildung an der Bayerischen Staatslehranstalt für Lichtbildwesen in München, die sie 1932 erfolgreiche abschloss. Von 1932 bis 1974 war sie als freiberufliche Pressefotografin für Verlage und Zeitschriften tätig, die Jahre des Zweiten Weltkriegs verbrachte sie in Ochsenfurt. 1947/48 kehrte sie nach München zurück; 1948 heiratete sie den Diplomingenieur Hans Groth. 1974 zog Erika Groth-Schmachtenberger nach Murnau am Staffelsee aufgrund der Nähe zum Freilichtmuseum Glentleiten, für das sie als Freie Mitarbeiterin arbeitete. Nach dem Tod ihres Ehemanns 1986 zog sie in ein Wohnstift nach Würzburg. Nach ihrem Tod 1992 wurde Groth-Schmachtenberger in ihrem Heimatort Randersacker beigesetzt.
Groth-Schmachtenbergers Fotos erschienen in großen deutschen Wochenzeitungen. Sie reiste viel durch Europa, suchte insbesondere Landschaften, Brauchtum und Handwerk als Bildmotive.

## Bedeutung des Werks
Erika Groth-Schmachtenberger arbeitete sechs Jahrzehnte als Fotografin. Das Fotografieren war ihr Beruf, zugleich aber auch Erlebnis, Hobby und Lebenszweck. Sie war Bildberichterstatterin, die sich in ihrem professionellen Werdegang jugendhafte Frische zu bewahren verstand. Ihr Werk von über 300.000 Negativen bietet insbesondere Dokumente zur Kulturgeschichte der ersten Hälfte des 20. Jahrhunderts. Ihre Fotografien präsentieren Vergangenheit nicht als Idylle, sondern als Eigenart und Lebenswirklichkeit einer vergangenen Zeit.
Wichtige zeitgeschichtliche Bedeutung haben ihre Arbeiten zur Rekordfahrt der Bremen 1933 (Blaues Band), die Zusammenarbeit mit Leni Riefenstahl als Stand- und Pressefotografin (v. a. Dokumentation der Dreharbeiten zum Film Tiefland) und vor allem die Dokumentation des vergangenen Alltags, der Berufe und des Brauchtums.
Heute finden sich viele Bilder von Erika Groth-Schmachtenberger in Museen und werden in Ausstellungen in ganz Europa gezeigt. Ab 1982 verkaufte oder verschenkte sie einen Großteil ihrer fotografischen Werke. Mehr als 40 Archive und Institutionen in Deutschland, Österreich und anderen europäischen Ländern besitzen Konvolute. Die zwischen 1940 und 1969 entstandenen Bilder von verschiedenen Südtirol-Aufenthalten vermachte sie beispielsweise dem Landesmuseum für Volkskunde in Dietenheim (Bruneck). Über eine umfangreiche Sammlung verfügt auch ihr ehemaliger Arbeitsplatz, das Freilichtmuseum Glentleiten.